# 王海京
王海京（1960年6月—），男，汉族，中华人民共和国政治人物，现任中国红十字会副会长，第十三届全国政协委员。